# جامعة أوريبرو
جامعة أوريبرو (بالإنجليزية: Örebro University)‏ هي جامعة عامة في السويد تأسست عام 1977.

## إحصائيات
يبلغ عدد طلاب الجامعة 8,600 طالب.

## وصلات خارجية
الموقع الإلكتروني